# World Community Grid
World Community Grid è una rete di calcolo distribuito pubblica per la realizzazione di progetti di ricerca scientifica a beneficio dell'umanità.

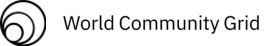

Il progetto partito il 16 novembre 2004, è finanziato e gestito da IBM Corporate Citizen, utilizzando una interfaccia software disponibile per Windows, Linux e macOS e Android limitatamente ad alcuni progetti.
Il sistema punta ad utilizzare il tempo in cui i computer collegati alla rete sono inattivi. Con la potenza di calcolo di circa due milioni di computer, i vari progetti si sono occupati e si occupano di diversi campi di ricerca che vanno dalle analisi del genoma umano alla lotta contro il cancro e l'AIDS alla ricerca di materiali utili per la generazione di energia pulita.
La collaborazione al progetto è aperta a tutti. Sebbene la maggior parte degli oltre 700.000 utenti registrati siano privati, sono presenti anche numerose aziende.

## Storia
L'IBM, insieme ad altri ricercatori, sponsorizzò a partire dal 2003 il Smallpox Research Grid Project al fine di accelerare la scoperta di una cura per il vaiolo. In tale progetto si sfruttava una vasta rete di calcolo distribuito per analizzare l'efficacia di composti chimici contro il vaiolo. Il progetto permise agli scienziati di testare 35 milioni di potenziali farmaci contro molte proteine del vaiolo in modo da identificare validi candidati al trattamento. Nelle prime 72 ore, vennero restituiti oltre 100.000 risultati, ed alla fine del progetto furono identificati 44 potenziali farmaci. Basandosi sul successo del Smallpox study, l'IBM annunciò il 16 novembre 2004 la creazione di World Community Grid con l'obiettivo di creare un ambiente tecnico dove altre ricerche umanitarie potessero essere elaborate.
Inizialmente World Community Grid supportava solo il sistema operativo Windows, usando il software proprietario Grid MP della United Devices, il quale utilizzava grid.org per distribuire i progetti di elaborazione. La domanda al supporto anche di altri sistemi operativi come Linux ha portato, nel Novembre del 2005, all'aggiunta del progetto alla rete open source BOINC, la quale già supportava progetti come SETI@home e Climateprediction. Oltre a Windows, macOS, Linux e Android, limitatamente ad alcuni progetti, sono ora ufficialmente supportati.
A fine agosto 2016 World Community Grid contava oltre 700.000 account di utenti, con oltre 3,2 milioni di dispositivi registrati. Durante il corso del progetto, fino a fine agosto 2016, sono stati donati quasi 1,3 milioni di anni di tempo di elaborazione e sono state completate oltre 2,9 miliardi di workunits.

## Progetti attivi
I progetti attivi a gennaio 2021 sono:

### OpenPandemics - COVID-19
OpenPandemics - COVID-19 è un progetto promosso dallo Scripps Research Institute che tramite simulazioni molecolari punta a individuare possibili candidati per il trattamento del COVID-19.

### Africa Rainfall Project
Africa Rainfall Project è un progetto promosso dall'Università tecnica di Delft che sfruttando la potenza di calcolo di World Community Grid punta a creare simulazioni ad alta risoluzione delle tempeste locali in Africa subsahariana.

### Microbiome Immunity Project
Microbiome Immunity Project è un progetto promosso dall'Università della California a San Diego che si occupa di studiare il ruolo di vari batteri all'interno del microbioma umano attraverso l'analisi delle proteine prodotte da questi ultimi.

### Help Stop TB
Help Stop TB è un progetto lanciato a marzo 2016 in collaborazione con l'Università di Nottingham per aiutare a combattere la tubercolosi, una malattia causata da un batterio che sta sviluppando resistenza agli attuali trattamenti. L’obiettivo dei procedimenti computazionali del progetto è lo studio delle molecole degli acidi micolici presenti nella parete cellulare del batterio responsabile della malattia in modo da comprendere come questi acidi grassi  forniscano protezione allo stesso batterio e,  quindi, di sviluppare trattamenti più idonei della tubercolosi.

### Mapping Cancer Markers
Il progetto Mapping Cancer Markers si pone l'obiettivo di individuare ed analizzare marcatori di alcuni tipi di cancro analizzando una grande quantità di dati derivati da migliaia di tessuti provenienti da pazienti sani e non. Comparando questi dati si potranno riconoscere specifici schemi di marcatori in grado di permettere una diagnosi precoce della malattia e di prevedere la risposta del paziente a diversi tipi di trattamento. Il progetto, promosso dal Krembil Research Institute, è focalizzato sul cancro ai polmoni, alle ovaie, alla prostata, al pancreas e al seno.

## Progetti intermittenti
Sono i progetti non ancora completati ma sospesi.
I progetti intermittenti a gennaio 2021 sono:

### Smash childhood cancer
Il progetto Smash childhood cancer, sviluppato dall'Università di Hong Kong si occupa di identificare, tramite tecniche computazionali con l'utilizzo del software AutoDock Vina, potenziali farmaci utili al trattamenti del tumore di Wilm (una patologia renale), epatoblastoma (cancro del fegato) e l'osteosarcoma nei bambini.

## Progetti completati
I progetti completati sono:
- OpenZika: progetto lanciato il 18 Maggio 2016 con lo scopo di identificare, mediante tecniche computazionali, farmaci potenzialmente utili per combattere il virus Zika nei soggetti infettati; il progetto punta a individuare, tramite l’uso del software AutoDock VINA sviluppato dall’Olson Laboratory presso lo Scripps Research Institute, quali composti chimici, tra i milioni analizzati, possano interferire efficacemente con quelle proteine del virus Zika che ne permettono la replicazione e la diffusione nel corpo umano. I risultati dello screening saranno resi pubblici e disponibili a tutti i ricercatori impegnati nella ricerca di trattamenti contro il virus Zika.
- FightAIDS@Home – Phase2: progetto lanciato nel settembre 2015 in prosecuzione del precedente progetto FightAIDS@Home durante il quale sono stati valutati con tecniche computazionali milioni di composti chimici nella loro interazione rispetto a differenti siti del virus HIV.  Nella fase 2 il progetto si focalizza nell’analisi in via computazionale piuttosto che in via sperimentale biochimica dei migliori risultati della fase 1 in modo da ottimizzare tempo e risorse. FightAIDS@Home – Phase2 utilizza un metodo di simulazione differente da quello usato nella fase 1 (AutoDock Vina) denominato BEDAM (Binding Energy Distribution Analysis Method) che, rispetto al precedente, risulta più efficace ma che richiede un maggiore impegno dal punto di vista computazionale.
- Outsmart Ebola Together: progetto frutto di una collaborazione con lo Scripps Research Institute per la ricerca di composti chimici per combattere il virus Ebola. Lanciato il 3 dicembre 2014, punta alla progettazione di un farmaco in grado di bloccare il virus durante momenti cruciali del suo ciclo vitale trovando composti con una grande affinità con le sue proteine. Vi sono due target: una proteina di superficie, utilizzata dal virus per infettare le cellule dell'uomo, e una proteina "trasformista", che cambia forma per portare a termine diverse funzioni.
- Uncovering Genome Mysteries: progetto per l'analisi e confronto di oltre 200 milioni di geni provenienti sia da genomi di microrganismi che da metagenomi di determinati ambienti al fine di riconoscere e catalogare le funzioni dei vari geni. Terminato ufficialmente il 15 novembre 2016.
- Computing for Sustainable Water: progetto che mira a studiare gli effetti dell'attività umana sui bacini idrici.
- Say No To Schistosoma: progetto che analizza potenziali molecole simulando l'interazione tra composti chimici e proteine al fine di trovare il composto che potrà essere curante per la Schistosomiasi
- GO Fight Against Malaria: progetto mirato a selezionare sostanze candidate ad essere sviluppate come futuri farmaci contro forme resistenti di malaria, simula interazioni tra composti chimici e proteine per analizzarne la capacità di combattere la malaria.
- Drug Search for Leishmaniasis: progetto che analizza potenziali molecole simulando l'interazione tra composti chimici e proteine al fine di trovare il composto che potrà essere curante per la leishmaniosi.
- Computing for Clean Water: progetto che intende analizzare a livello molecolare i flussi migliori per filtrare l'acqua con nuovi materiali filtranti.
- The Clean Energy Project - Phase 2: prosecuzione di The Clean Energy Project: nella seconda fase viene utilizzato il software Q-Chem per effettuare calcoli di meccanica quantistica al fine di calcolare le strutture elettroniche dei composti e le sue proprietà fisiche, ottiche ed elettroniche per raffinare ulteriormente la ricerca ed ottenere le molecole giuste per progettare celle solari organiche a grande rendimento.
- Discovering Dengue Drugs - Together (Fase 2): prosecuzione di Discovering Dengue Drugs - Together.
- Help Cure Muscular Dystrophy (Phase 2): prosecuzione di Help Cure Muscular Dystrophy.
- Influenza Antiviral Drug Search
- Help Fight Childhood Cancer: progetto portato avanti dall'università di Chiba in Giappone; cerca composti chimici che siano in grado di disabilitare tre particolari proteine associate al neuroblastoma, uno dei più frequenti casi tumorali infantili.
- The Clean Energy Project: progetto promosso dai ricercatori del Dipartimento di Chimica e Biologia dell'Università di Harvard che punta a trovare nuovi materiali utili per celle solari organiche di nuova generazione e in seguito anche per dispositivi di immagazzinamento dell'energia. I ricercatori hanno pubblicato un database libero con le proprietà elettroniche di oltre 2 milioni di composti organici: 36.000 di questi mostrano le potenzialità per permettere una resa approssimativamente doppia rispetto alle celle solari organiche attualmente in produzione. Nella prima fase del progetto è stato usato il software CHARMM per effettuare calcoli di meccanica molecolare sui composti per determinare se il solido risultante potrebbe essere impiegato come materiale per celle solari organiche.
- Nutritious Rice for the World: progetto che studia la struttura delle proteine presenti nel riso con lo scopo di incrociare le migliori varietà di riso per ottenere rese più alte.
- Help Conquer Cancer: progetto che mira a migliorare la cristallografia a raggi X delle proteine allo scopo di migliorare la comprensione delle meccaniche legate alla nascita del cancro.
- AfricanClimate@Home: progetto che intende sviluppare modelli climatici più accurati per specifiche regioni dell'Africa.
- Discovering Dengue Drugs - Together: progetto che ha come obiettivo lo sviluppo di vaccini per alcune malattie tropicali
- Help Cure Muscular Dystrophy: progetto che analizza le interazioni tra proteine su più di 2200 di esse di cui si conosce la struttura in modo da trovare trattamenti migliori per la distrofia muscolare e altri disturbi neuromolecolari.
- Genome Comparison
- Help Defeat Cancer: progetto che analizza microarray tissutali per determinare come migliorare il trattamento del cancro.
- Human Proteome Folding (Phase 2): prosecuzione di Human Proteome Folding.
- FightAIDS@Home nella sua nuova fase, iniziata a dicembre 2016, si occupa di identificare, mediante tecniche computazionali, farmaci potenzialmente utili per combattere il virus HIV-1. In particolare in questa fase viene determinata l'affinità di potenziali molecole farmaco (ligando) alla struttura proteica (capside) che racchiude l'acido nucleico del virus[4] tramite l'uso del software AutoDock Vina.
- Human Proteome Folding: progetto orientato a creare dei modelli grafici di alcune importanti proteine umane e sviluppare un software in grado di prevedere i possibili mutamenti strutturali delle proteine.

## Risultati scientifici
- A Febbraio del 2010 il progetto FightAIDS@Home ha annunciato che hanno trovato due composti in grado di sviluppare una nuova generazione di farmaci anti-HIV per migliorare le terapie esistenti.
- Nel Giugno del 2013 "The Clean Energy Project" ha pubblicato un database di oltre 2.3 milioni di molecole organiche con le loro proprietà analizzate. Tra queste, circa 35000 sembrano avere potenzialmente un'efficienza doppia rispetto alle attuali celle solari organiche. Prima di questo progetto, gli scienziati conoscevano molto poco di materiali organici in grado di convertire la luce solare in energia efficientemente.
- Nel Febbraio 2014 il progetto Help Fight Cildhood Cancer ha annunciato la scoperta di 7 composti che distruggono le cellule cancerose di neuroblastoma senza apparentemente alcun effetto collaterale. La scoperta è un importante passo avanti verso nuovi trattamenti, e il progetto ha annunciato che sta cercando una collaborazione con una casa farmaceutica per sviluppare un trattamento basato su quei composti.
- Il progetto Discovering Dengue Drugs ha scoperto diversi nuovi inibitori della proteasi della Dengue, molti dei quali inibiscono anche la proteasi del Virus dell'Ovest del Nilo. Alcuni di questi sono già entrati in studi farmaceutici pre-clinici. A Novembre del 2014 un aggiornamento ha riportato che i ricercatori hanno un farmaco che disattiva un enzima chiave che consente al virus Dengue di replicarsi, e si è scoperto che questo è efficace anche per altri flavivirus. Nessun effetto collaterale è stato osservato, e gli scienziati stanno ora lavorando per sintetizzare varianti delle molecole per migliorare la sua attività ed entrare in test clinici e pre-clinici.
- Il progetto GO Fight Against Malaria ha riportato la scoperta di diverse molecole che sono efficaci contro la Malaria e la Tubercolosi.
- Ad Aprile 2015 i ricercatori del progetto "Say No to Schistosoma" hanno annunciato che sono state identificate tre sostanze candidate per test in-vitro.
- Nel Luglio del 2015 il progetto "Drug Search for Leishmaniosi" ha annunciato che hanno scelto e testato 10 composti, di cui 4 hanno distrutto le cellule del parassita, ed uno in particolare si è dimostrato particolarmente promettente.
- Sempre a Luglio del 2015 il progetto "Computing for Clean Water" ha pubblicato un articolo su "Nature Nanotechnology" nel quale descrive come sono giunti alla scoperta di un nuovo metodo per filtrare acqua più velocemente di quanto è stato precedentemente pensato.

## Come funziona
Il client del progetto dopo essere stato installato sul proprio computer si connette automaticamente al server di World Community Grid e scarica le workunit da elaborare, in background esegue le varie operazioni utilizzando le risorse libere del computer e quando queste sono tutte terminate le rispedisce di nuovo al server e scarica nuove workunit. Per garantire l'accuratezza dei risultati, i server di WCG spediscono diverse copie di ciascuna workunit. Poi, quando i risultati vengono ricevuti, i server li raccolgono e li confrontano.
Gli utenti possono scegliere di usare il progresso dell'elaborazione della workunit come scrensaver.
Mentre diverse reti pubbliche di calcolo come SETI@home o Folding@home sono dedicate a un singolo progetto, World Community Grid raccoglie sotto un unico tetto diversi progetti umanitari. Gli utenti sono automaticamente iscritti a tutti i progetti, ma possono anche scegliere di iscriversi soltanto ad alcuni di essi.
In passato, quando veniva eseguito World Community Grid, usava il client proprietario Grid MP della United Devices. Dopo aver aggiunto il supporto al client open source BOINC nel 2005, World Community Grid gradualmente smise di utilizzare il client di Grid MP, per sposare la piattaforma BOINC nel 2008.
Anche se WCG fa uso di un programma client open source, l'attuale applicazione che provvede al calcolo scientifico potrebbe non esserlo. Comunque, diverse delle applicazioni scientifiche sono disponibili in licenza aperta, anche se il codice sorgente non è disponibile direttamente da WCG.

### Potenziali problemi
A causa del fatto che il software World Community Grid aumenta lo sfruttamento della CPU usando i tempi morti del processore, è possibile che il programma causi un utilizzo anomalo del sistema. Nonostante la natura non invasiva del programma, potrebbe manifestarsi un calo delle prestazioni del computer. Inoltre il massiccio utilizzo della CPU potrebbe causare il surriscaldamento del computer.
Il client BOINC previene questi problemi sospendendo l'elaborazione quando le risorse disponibili sono insufficienti. Diversamente da altri progetti BOINC, World Community Grid imposta BOINC su di un profilo conservativo, rendendo estremamente improbabili possibili danni al computer. Il CPU throttle standard viene impostato al 60%. Il throttle è però grossolano; per esempio, se l'utilizzo viene fissato sul 60%, l'elaborazione sarà al 100% per 3 secondi, poi si fermerà per 2 secondi, risultando in media pari ad uno sfruttamento costante del 60% del processore.
Esiste un programma aggiuntivo, TThrottle, il quale risolve il problema del surriscaldamento in modo differente. TThrottle limita l'elaborazione del progetto in base alle rilevazioni delle temperature della CPU e/o della GPU. Il programma utilizza inoltre un più breve tempo di cambio, minore di un secondo, riducendo le temperature durante il cambio.